# Dolichopus callosus
Dolichopus callosus är en tvåvingeart som beskrevs av Becker 1902. Dolichopus callosus ingår i släktet Dolichopus och familjen styltflugor. Inga underarter finns listade i Catalogue of Life.